# Liste des monuments aux morts de France protégés aux monuments historiques
Cet article recense les monuments aux morts de France classés ou inscrits aux monuments historiques.

## Statistiques
La base Mérimée recense 115 entrées de monuments historiques sous le type « monument aux morts ». Beaucoup sont des monuments individuels, mais certains sont protégés en tant que partie d'un édifice plus grand (généralement lorsque le monument est situé à l'intérieur). Dans deux cas (cimetière du Père-Lachaise et jardin d'agronomie tropicale à Paris), les entrées contiennent au moins deux monuments aux morts distincts.
42 monuments aux morts de la région Occitanie, architecturalement ou artistiquement significatifs, sont inscrits au titre des monuments historiques le 18 octobre 2018.

## Liste

### Auvergne-Rhône-Alpes
| Monument                                                      | Département | Commune                 | Adresse                                | Coordonnées                      | Notice         | Protection | Date | Illustration                                                  |
| ------------------------------------------------------------- | ----------- | ----------------------- | -------------------------------------- | -------------------------------- | -------------- | ---------- | ---- | ------------------------------------------------------------- |
| Monument aux morts de Bellegarde-sur-Valserine                | Ain         | Valserhône              | Place Carnot, Bellegarde-sur-Valserine | 46° 06′ 30″ nord, 5° 49′ 32″ est | « PA01000046 » | Inscrit    | 2019 | Monument aux morts de Bellegarde-sur-Valserine                |
| Monument aux morts de Bourg-en-Bresse                         | Ain         | Bourg-en-Bresse         |                                        | 46° 12′ 11″ nord, 5° 13′ 14″ est | « PA01000047 » | Inscrit    | 2019 | Monument aux morts de Bourg-en-Bresse                         |
| Monument aux morts de l'église Saint-Jean                     | Haute-Loire | Lapte                   |                                        | 45° 11′ 11″ nord, 4° 13′ 01″ est | « PA43000011 » | inscrit    | 1998 | Image manquante Téléverser                                    |
| Monument aux morts de La Côte-Saint-André                     | Isère       | La Côte-Saint-André     |                                        | 45° 23′ 39″ nord, 5° 15′ 28″ est | « PA38000012 » | inscrit    | 2003 | Monument aux morts de La Côte-Saint-André                     |
| Monument aux morts de la porte de France                      | Isère       | Grenoble                |                                        | 45° 11′ 37″ nord, 5° 43′ 10″ est | « PA00117199 » | classé     | 1925 | Monument aux morts de la porte de France                      |
| Monument aux morts de La Tour-du-Pin                          | Isère       | La Tour-du-Pin          |                                        | 45° 33′ 47″ nord, 5° 26′ 37″ est | « PA38000038 » | Inscrit    | 2019 | Monument aux morts de La Tour-du-Pin                          |
| Monument aux morts                                            | Isère       | La Verpillière          |                                        | 45° 38′ 10″ nord, 5° 08′ 39″ est | « PA00117313 » | classé     | 1926 | Monument aux morts                                            |
| Monument aux morts de la manufacture d'armes de Saint-Étienne | Loire       | Saint-Étienne           |                                        | 45° 27′ 03″ nord, 4° 23′ 04″ est | « PA42000025 » | inscrit    | 2006 | Monument aux morts de la manufacture d'armes de Saint-Étienne |
| Monument aux morts du puits Couriot                           | Loire       | Saint-Étienne           |                                        | 45° 26′ 19″ nord, 4° 22′ 36″ est | « PA42000039 » | inscrit    | 2010 | Image manquante Téléverser                                    |
| Monument aux morts                                            | Loire       | Saint-Martin-d'Estréaux |                                        | 46° 12′ 19″ nord, 3° 47′ 58″ est | « PA00117650 » | inscrit    | 1989 | Monument aux morts                                            |
| Monument aux morts de l'île du Souvenir                       | Rhône       | Lyon                    |                                        | 45° 46′ 50″ nord, 4° 51′ 07″ est | « PA00117982 » | inscrit    | 1982 | Monument aux morts de l'île du Souvenir                       |

### Bourgogne-Franche-Comté
| Monument                                             | Département    | Commune              | Adresse                                                 | Coordonnées                      | Notice         | Protection | Date | Illustration                            |
| ---------------------------------------------------- | -------------- | -------------------- | ------------------------------------------------------- | -------------------------------- | -------------- | ---------- | ---- | --------------------------------------- |
| Monument de la Victoire et du Souvenir               | Côte-d'Or      | Dijon                | Rond-point Edmond Michelet                              | 47° 10′ 59″ nord, 5° 01′ 29″ est | « PA21000082 » | inscrit    | 2016 | Monument de la Victoire et du Souvenir  |
| Monument aux morts                                   | Côte-d'Or      | Dijon                |                                                         | 47° 11′ 41″ nord, 5° 01′ 27″ est | « PA21000083 » | inscrit    | 2016 | Image manquante Téléverser              |
| Monument aux morts                                   | Doubs          | Abbévillers          | Sous le porche de la mairie                             | 47° 25′ 52″ nord, 6° 55′ 08″ est | « PA25000094 » | Inscrit    | 2022 | Monument aux morts                      |
| Monument aux morts                                   | Doubs          | Frasne               | Grande rue, à côté de l'église Saint-Georges            | 46° 51′ 21″ nord, 6° 09′ 32″ est | « PA25000031 » | Inscrit    | 2022 | Image manquante Téléverser              |
| Monument aux morts                                   | Doubs          | Jougne               | Sur la place du Mont d'Or, au bord de la RD 423         | 46° 45′ 37″ nord, 6° 23′ 24″ est | « PA25000042 » | inscrit    | 2004 | Monument aux morts                      |
| Monument aux morts                                   | Doubs          | La Cluse-et-Mijoux   | Au lieu-dit « le Frambourg », au bord de la RN 57       | 46° 52′ 17″ nord, 6° 22′ 39″ est | « PA25000097 » | Inscrit    | 2022 | Monument aux morts                      |
| Monument aux morts                                   | Doubs          | Morteau              | Sur l'esplanade du 24 août 1944                         | 47° 03′ 25″ nord, 6° 36′ 17″ est | « PA25000099 » | Inscrit    | 2022 | Image manquante Téléverser              |
| Monument aux morts                                   | Doubs          | Ornans               | Rue Pierre Vernier (RD 67)                              | 47° 06′ 19″ nord, 6° 08′ 54″ est | « PA25000100 » | Inscrit    | 2022 | Monument aux morts                      |
| Monument aux morts                                   | Doubs          | Pontarlier           | Dans le cimetière                                       | 46° 54′ 24″ nord, 6° 21′ 25″ est | « PA25000101 » | Inscrit    | 2022 | Image manquante Téléverser              |
| Monument aux morts                                   | Doubs          | Sombacour            |                                                         | 46° 57′ 02″ nord, 6° 15′ 33″ est | « PA25000102 » | Inscrit    | 2022 | Monument aux morts                      |
| Monument aux morts                                   | Doubs          | Trévillers           | Sur la place devant l'église de l'Assomption            | 47° 16′ 54″ nord, 6° 51′ 59″ est | « PA00101730 » | Inscrit    | 2022 | Monument aux morts                      |
| Monument aux morts de la chapelle Notre-Dame-du-Haut | Haute-Saône    | Ronchamp             |                                                         | 47° 42′ 14″ nord, 6° 37′ 16″ est | « PA00102263 » | inscrit    | 1965 | Image manquante Téléverser              |
| Monument aux morts de la Nièvre                      | Nièvre         | Nevers               |                                                         | 46° 59′ 22″ nord, 3° 09′ 24″ est | « PA58000045 » | inscrit    | 2016 | Image manquante Téléverser              |
| Monument aux morts                                   | Saône-et-Loire | Autun                | Place du Champ-de-Mars                                  | 46° 56′ 59″ nord, 4° 17′ 57″ est | « PA71000078 » | inscrit    | 2016 | Monument aux morts                      |
| Monument aux morts                                   | Saône-et-Loire | Chalon-sur-Saône     |                                                         | 46° 46′ 45″ nord, 4° 51′ 10″ est | « PA71000079 » | inscrit    | 2016 | Monument aux morts                      |
| Monument aux morts                                   | Saône-et-Loire | Cuisery              |                                                         | 46° 33′ 32″ nord, 5° 00′ 00″ est | « PA71000080 » | inscrit    | 2016 | Monument aux morts                      |
| Monument aux morts du square de la Paix              | Saône-et-Loire | Mâcon                |                                                         | 46° 18′ 29″ nord, 4° 49′ 55″ est | « PA71000083 » | inscrit    | 2016 | Monument aux morts du square de la Paix |
| Monument aux morts                                   | Saône-et-Loire | Montceau-les-Mines   |                                                         | 46° 40′ 33″ nord, 4° 21′ 50″ est | « PA71000085 » | inscrit    | 2016 | Monument aux morts                      |
| Monument aux morts                                   | Saône-et-Loire | Tournus              |                                                         | 46° 33′ 47″ nord, 4° 54′ 33″ est | « PA00113508 » | inscrit    | 2016 | Monument aux morts                      |
| Monument aux morts                                   | Yonne          | Auxerre              | Intersection du boulevard Davout et de la rue du Temple | 47° 47′ 32″ nord, 3° 34′ 05″ est | « PA89000061 » | Inscrit    | 2016 | Monument aux morts                      |
| Monument aux morts                                   | Yonne          | Avallon              | Promenade des Capucins                                  | 47° 29′ 25″ nord, 3° 54′ 35″ est | « PA89000063 » | Inscrit    | 2016 | Monument aux morts                      |
| Monument aux morts                                   | Yonne          | Crain                | Route de Coulanges-la-Vineuse                           | 47° 31′ 49″ nord, 3° 33′ 22″ est | « PA89000066 » | Inscrit    | 2016 | Image manquante Téléverser              |
| Monument aux morts                                   | Yonne          | Mailly-le-Château    | Dans un jardin public, au 2 rue de la République        | 47° 35′ 48″ nord, 3° 38′ 22″ est | « PA89000067 » | Inscrit    | 2016 | Monument aux morts                      |
| Monument aux morts                                   | Yonne          | Sens                 | Sur la place des Héros                                  | 48° 11′ 55″ nord, 3° 17′ 24″ est | « PA89000068 » | Inscrit    | 2016 | Monument aux morts                      |
| Monument aux morts                                   | Yonne          | Villeneuve-sur-Yonne | Boulevard du Général-de-Gaulle                          | 48° 04′ 45″ nord, 3° 17′ 39″ est | « PA89000070 » | Inscrit    | 2016 | Monument aux morts                      |

### Bretagne
| Monument                                 | Département | Commune           | Adresse | Coordonnées                        | Notice         | Protection | Date | Illustration               |
| ---------------------------------------- | ----------- | ----------------- | ------- | ---------------------------------- | -------------- | ---------- | ---- | -------------------------- |
| Mémorial des marins morts pour la France | Finistère   | Plougonvelin      |         | 48° 19′ 38″ nord, 4° 44′ 45″ ouest | « PA29000095 » | inscrit    | 2015 | Image manquante Téléverser |
| Monument aux morts                       | Finistère   | Saint-Pol-de-Léon |         | 48° 40′ 51″ nord, 3° 58′ 57″ ouest | « PA29000029 » | inscrit    | 1997 | Monument aux morts         |
| Monument aux morts                       | Morbihan    | Josselin          |         | 47° 57′ 19″ nord, 2° 32′ 46″ ouest | « PA56000006 » | inscrit    | 1996 | Image manquante Téléverser |

### Centre-Val de Loire
| Monument                                            | Département | Commune | Adresse | Coordonnées                      | Notice         | Protection | Date | Illustration                                        |
| --------------------------------------------------- | ----------- | ------- | ------- | -------------------------------- | -------------- | ---------- | ---- | --------------------------------------------------- |
| Monument aux morts du jardin de l'abbaye de Vierzon | Cher        | Vierzon |         | 47° 13′ 15″ nord, 2° 04′ 13″ est | « PA00096924 » | classé     | 1996 | Monument aux morts du jardin de l'abbaye de Vierzon |

### Corse
| Monument | Département | Commune | Adresse | Coordonnées | Notice | Protection | Date | Illustration |
| -------- | ----------- | ------- | ------- | ----------- | ------ | ---------- | ---- | ------------ |

### Grand Est
| Monument                                                  | Département | Commune                                        | Adresse                                  | Coordonnées                      | Notice                      | Protection | Date | Illustration                               |
| --------------------------------------------------------- | ----------- | ---------------------------------------------- | ---------------------------------------- | -------------------------------- | --------------------------- | ---------- | ---- | ------------------------------------------ |
| Monument allemand                                         | Ardennes    | Sedan                                          | Cimetière Saint-Charles                  | 49° 42′ 42″ nord, 4° 56′ 32″ est | « PA08000019 »              | inscrit    | 2017 | Image manquante Téléverser                 |
| Monument aux morts                                        | Ardennes    | Vrigne-Meuse                                   | Cimetière                                | 49° 42′ 06″ nord, 4° 50′ 35″ est | « PA08000018 »              | inscrit    | 2017 | Monument aux morts                         |
| Monument aux morts                                        | Aube        | Nogent-sur-Seine                               |                                          | 48° 29′ 35″ nord, 3° 30′ 09″ est | « PA10000029 »              | inscrit    | 2011 | Monument aux morts                         |
| Monument de la Fidélité                                   | Haut-Rhin   | Bennwihr                                       |                                          | 48° 08′ 43″ nord, 7° 19′ 30″ est | « PA68000001 »              | inscrit    | 1996 | Monument de la Fidélité                    |
| Monument aux morts du relais de poste                     | Haut-Rhin   | Ostheim                                        |                                          | 48° 09′ 35″ nord, 7° 22′ 14″ est | « PA00085579 »              | inscrit    | 1988 | Monument aux morts du relais de poste      |
| Monument aux morts de l'hôtel de ville                    | Marne       | Épernay                                        |                                          | 49° 02′ 37″ nord, 3° 57′ 31″ est | « PA51000018 »              | inscrit    | 2012 | Monument aux morts de l'hôtel de ville     |
| Monument aux morts des armées de Champagne                | Marne       | Sainte-Marie-à-Py et Souain-Perthes-lès-Hurlus |                                          | 49° 13′ 07″ nord, 4° 32′ 31″ est | « PA00132589 + PA00132958 » | inscrit    | 1994 | Monument aux morts des armées de Champagne |
| Monument Henri-Farnsworth                                 | Marne       | Souain-Perthes-lès-Hurlus                      | Cimetière de la Légion étrangère         | 49° 11′ 47″ nord, 4° 33′ 57″ est | « PA51000028 »              | inscrit    | 2017 | Image manquante Téléverser                 |
| Monuments aux morts des 44e et 60e régiments d'infanterie | Marne       | Souain-Perthes-lès-Hurlus                      | Nécropole nationale La ferme des Wacques | 49° 10′ 57″ nord, 4° 30′ 37″ est | « PA51000027 »              | inscrit    | 2017 | Image manquante Téléverser                 |
| Monument aux morts juifs                                  | Meuse       | Fleury-devant-Douaumont                        |                                          | 49° 12′ 21″ nord, 5° 25′ 14″ est | « PA55000001 »              | classé     | 1996 | Monument aux morts juifs                   |
| Ossuaire de Douaumont                                     | Meuse       | Fleury-devant-Douaumont                        |                                          | 49° 12′ 27″ nord, 5° 25′ 27″ est | « PA55000002 »              | classé     | 1996 | Ossuaire de Douaumont                      |
| Monument aux morts de l'église Saint-Maximin              | Moselle     | Boust                                          |                                          | 49° 26′ 17″ nord, 6° 12′ 03″ est | « PA00132650 »              | classé     | 2014 | Image manquante Téléverser                 |

### Guadeloupe
| Monument                     | Département | Commune       | Adresse | Coordonnées                         | Notice         | Protection | Date | Illustration                 |
| ---------------------------- | ----------- | ------------- | ------- | ----------------------------------- | -------------- | ---------- | ---- | ---------------------------- |
| Monument aux morts           | Guadeloupe  | Les Abymes    |         | 16° 16′ 15″ nord, 61° 30′ 18″ ouest | « PA97100045 » | inscrit    | 2013 | Monument aux morts           |
| Monument aux morts           | Guadeloupe  | Anse-Bertrand |         | 16° 28′ 22″ nord, 61° 30′ 31″ ouest | « PA97100068 » | inscrit    | 2018 | Monument aux morts           |
| Monument aux morts           | Guadeloupe  | Baie-Mahault  |         | 16° 16′ 07″ nord, 61° 35′ 13″ ouest | « PA97100069 » | inscrit    | 2018 | Monument aux morts           |
| Monument aux morts           | Guadeloupe  | Basse-Terre   |         | 15° 59′ 41″ nord, 61° 43′ 34″ ouest | « PA97100070 » | inscrit    | 2018 | Monument aux morts           |
| Square et monument aux morts | Guadeloupe  | Lamentin      |         | 16° 16′ 18″ nord, 61° 37′ 59″ ouest | « PA97100058 » | classé     | 2017 | Square et monument aux morts |
| Monument aux morts           | Guadeloupe  | Petit-Canal   |         | 16° 22′ 45″ nord, 61° 29′ 24″ ouest | « PA97100071 » | inscrit    | 2018 | Monument aux morts           |
| Monument aux morts           | Guadeloupe  | Sainte-Anne   |         | 16° 13′ 31″ nord, 61° 23′ 08″ ouest | « PA97100072 » | inscrit    | 2018 | Monument aux morts           |

### Hauts-de-France
| Monument                                                          | Département   | Commune           | Adresse | Coordonnées                      | Notice         | Protection | Date | Illustration                                                      |
| ----------------------------------------------------------------- | ------------- | ----------------- | ------- | -------------------------------- | -------------- | ---------- | ---- | ----------------------------------------------------------------- |
| Monument américain                                                | Aisne         | Château-Thierry   |         | 49° 02′ 19″ nord, 3° 22′ 19″ est | « PA02000093 » | inscrit    | 2018 | Monument américain                                                |
| Monument national de la seconde bataille de la Marne              | Aisne         | Oulchy-le-Château |         | 49° 12′ 51″ nord, 3° 24′ 33″ est | « PA00115857 » | classé     | 1934 | Monument national de la seconde bataille de la Marne              |
| Monument aux morts du cimetière militaire allemand                | Aisne         | Veslud            |         | 49° 31′ 56″ nord, 3° 44′ 02″ est | « PA02000024 » | inscrit    | 1999 | Monument aux morts du cimetière militaire allemand                |
| Monument aux morts de l'église Saint-Chrysole                     | Nord          | Comines           |         | 50° 45′ 57″ nord, 3° 00′ 26″ est | « PA59000075 » | classé     | 2002 | Monument aux morts de l'église Saint-Chrysole                     |
| Monument de la Victoire                                           | Nord          | Tourcoing         |         | 50° 43′ 03″ nord, 3° 09′ 30″ est | « PA59000143 » | inscrit    | 2009 | Monument de la Victoire                                           |
| Monument aux morts du cimetière de Clamart                        | Oise          | Compiègne         |         | 49° 25′ 02″ nord, 2° 49′ 12″ est | « PA00114609 » | inscrit    | 1947 | Image manquante Téléverser                                        |
| Monument aux morts de la Première Guerre mondiale                 | Oise          | Cuise-la-Motte    |         | 49° 23′ 08″ nord, 3° 00′ 41″ est | « PA60000006 » | classé     | 1998 | Image manquante Téléverser                                        |
| Monument aux morts de la Première Guerre mondiale                 | Pas-de-Calais | Auchel            |         | 50° 30′ 28″ nord, 2° 28′ 33″ est | « PA62000076 » | inscrit    | 2009 | Monument aux morts de la Première Guerre mondiale                 |
| Monument aux morts de la compagnie des mines de Béthune           | Pas-de-Calais | Bully-les-Mines   |         | 50° 27′ 29″ nord, 2° 43′ 20″ est | « PA62000127 » | inscrit    | 2011 | Monument aux morts de la compagnie des mines de Béthune           |
| Monument aux morts de la compagnie des mines de Lens              | Pas-de-Calais | Lens              |         | 50° 26′ 19″ nord, 2° 48′ 42″ est | « PA62000090 » | inscrit    | 2009 | Monument aux morts de la compagnie des mines de Lens              |
| Monument aux morts de la Première Guerre mondiale                 | Pas-de-Calais | Lens              |         | 50° 25′ 45″ nord, 2° 50′ 14″ est | « PA62000092 » | inscrit    | 2009 | Monument aux morts de la Première Guerre mondiale                 |
| Monument aux morts de la guerre de 1870                           | Pas-de-Calais | Montreuil         |         | 50° 27′ 53″ nord, 1° 45′ 49″ est | « PA62000139 » | inscrit    | 2012 | Monument aux morts de la guerre de 1870                           |
| Monument aux morts de la Première Guerre mondiale                 | Pas-de-Calais | Montreuil         |         | 50° 27′ 51″ nord, 1° 45′ 41″ est | « PA62000137 » | inscrit    | 2012 | Monument aux morts de la Première Guerre mondiale                 |
| Monument aux morts                                                | Pas-de-Calais | Béthune           |         | 50° 31′ 54″ nord, 2° 38′ 14″ est | « PA62000158 » | inscrit    | 2018 | Monument aux morts                                                |
| Monument aux morts de l'église Sainte-Anne                        | Somme         | Amiens            |         | 49° 53′ 35″ nord, 2° 18′ 44″ est | « PA80000053 » | classé     | 2007 | Image manquante Téléverser                                        |
| Monument aux morts de la manufacture de velours et coton Cosserat | Somme         | Amiens            |         | 49° 54′ 28″ nord, 2° 16′ 38″ est | « PA80000027 » | inscrit    | 2001 | Monument aux morts de la manufacture de velours et coton Cosserat |

### Île-de-France
| Monument                                                  | Département  | Commune       | Adresse | Coordonnées                      | Notice         | Protection | Date | Illustration                                              |
| --------------------------------------------------------- | ------------ | ------------- | ------- | -------------------------------- | -------------- | ---------- | ---- | --------------------------------------------------------- |
| Mémorial des Martyrs de la Déportation                    | Paris        | 4e            |         | 48° 50′ 54″ nord, 2° 22′ 47″ est | « PA00125453 » | classé     | 2007 | Mémorial des Martyrs de la Déportation                    |
| Monument aux morts de l'école normale supérieure          | Paris        | 5e            |         | 48° 50′ 31″ nord, 2° 20′ 40″ est | « PA00132985 » | inscrit    | 1994 | Image manquante Téléverser                                |
| Monument au souvenir des soldats de Madagascar            | Paris        | 12e           |         | 48° 50′ 02″ nord, 2° 28′ 06″ est | « PA00086585 » | inscrit    | 1994 | Monument au souvenir des soldats de Madagascar            |
| Monument aux Cambodgiens et Laotiens morts pour la France | Paris        | 12e           |         | 48° 50′ 06″ nord, 2° 28′ 06″ est | « PA00086585 » | inscrit    | 1994 | Monument aux Cambodgiens et Laotiens morts pour la France |
| Monument aux Indochinois chrétiens morts pour la France   | Paris        | 12e           |         | 48° 50′ 05″ nord, 2° 28′ 01″ est | « PA00086585 » | inscrit    | 1994 | Monument aux Indochinois chrétiens morts pour la France   |
| Monument aux soldats noirs morts pour la France           | Paris        | 12e           |         | 48° 50′ 00″ nord, 2° 27′ 58″ est | « PA00086585 » | inscrit    | 1994 | Monument aux soldats noirs morts pour la France           |
| Monument aux morts du Père-Lachaise                       | Paris        | 20e           |         | 48° 51′ 40″ nord, 2° 23′ 33″ est | « PA00086780 » | classé     | 1983 | Monument aux morts du Père-Lachaise                       |
| Mur des fédérés                                           | Paris        | 20e           |         | 48° 51′ 35″ nord, 2° 23′ 59″ est | « PA00086780 » | classé     | 1983 | Mur des fédérés                                           |
| Monument aux morts du gymnase Léopold-Bellan              | Val-de-Marne | Bry-sur-Marne |         | 48° 50′ 48″ nord, 2° 31′ 22″ est | « PA94000022 » | inscrit    | 2008 | Image manquante Téléverser                                |

### Martinique
| Monument           | Département | Commune      | Adresse | Coordonnées                         | Notice         | Protection | Date | Illustration       |
| ------------------ | ----------- | ------------ | ------- | ----------------------------------- | -------------- | ---------- | ---- | ------------------ |
| Monument aux morts | Martinique  | Sainte-Marie |         | 14° 46′ 59″ nord, 60° 59′ 34″ ouest | « PA97200041 » | inscrit    | 2015 | Monument aux morts |
| Monument aux morts | Martinique  | Saint-Joseph |         | 14° 40′ 13″ nord, 61° 02′ 18″ ouest | « PA97200040 » | inscrit    | 2015 | Monument aux morts |

### Normandie
| Monument                              | Département    | Commune | Adresse | Coordonnées                      | Notice         | Protection | Date | Illustration               |
| ------------------------------------- | -------------- | ------- | ------- | -------------------------------- | -------------- | ---------- | ---- | -------------------------- |
| Monument aux morts du lycée Corneille | Seine-Maritime | Rouen   |         | 49° 26′ 43″ nord, 1° 06′ 02″ est | « PA00100922 » | inscrit    | 1984 | Image manquante Téléverser |

### Nouvelle-Aquitaine
| Monument                                                                                             | Département          | Commune                  | Adresse             | Coordonnées                        | Notice         | Protection | Date | Illustration                                                                                         |
| --- | -------------------- | ------------------------ | ------------------- | ---------------------------------- | -------------- | ---------- | ---- | --- |
| Monument aux morts                                                                                   | Creuse               | Gentioux-Pigerolles      |                     | 45° 47′ 05″ nord, 1° 59′ 42″ est   | « PA00100223 » | inscrit    | 1990 | Monument aux morts                                                                                   |
| Monument aux morts de la Première Guerre mondiale                                                    | Dordogne             | Saint-Astier             |                     | 45° 08′ 47″ nord, 0° 31′ 48″ est   | « PA24000088 » | inscrit    | 2014 | Monument aux morts de la Première Guerre mondiale                                                    |
| Monument aux morts de la Première Guerre mondiale                                                    | Dordogne             | Saint-Pardoux-la-Rivière |                     | 45° 29′ 42″ nord, 0° 44′ 44″ est   | « PA24000092 » | inscrit    | 2015 | Monument aux morts de la Première Guerre mondiale                                                    |
| Monument aux morts de la Première Guerre mondiale                                                    | Dordogne             | Sarliac-sur-l'Isle       |                     | 45° 14′ 18″ nord, 0° 52′ 29″ est   | « PA24000089 » | inscrit    | 2014 | Monument aux morts de la Première Guerre mondiale                                                    |
| Monument aux morts de la Première Guerre mondiale                                                    | Dordogne             | Terrasson-Lavilledieu    |                     | 45° 07′ 45″ nord, 1° 18′ 16″ est   | « PA24000090 » | inscrit    | 2014 | Monument aux morts de la Première Guerre mondiale                                                    |
| Monument aux morts                                                                                   | Gironde              | Arcachon                 |                     | 44° 39′ 17″ nord, 1° 08′ 03″ ouest | « PA33000183 » | inscrit    | 2015 | Monument aux morts                                                                                   |
| Monument aux morts de la Première Guerre mondiale                                                    | Gironde              | Bordeaux                 |                     | 44° 50′ 02″ nord, 0° 33′ 44″ ouest | « PA33000184 » | inscrit    | 2015 | Image manquante Téléverser                                                                           |
| Monument aux morts de la Première Guerre mondiale                                                    | Gironde              | Donnezac                 |                     | 45° 14′ 47″ nord, 0° 26′ 39″ ouest | « PA33000176 » | inscrit    | 2014 | Image manquante Téléverser                                                                           |
| Monument aux morts de la Première Guerre mondiale                                                    | Gironde              | Libourne                 |                     | 44° 54′ 50″ nord, 0° 14′ 27″ ouest | « PA33000177 » | inscrit    | 2014 | Monument aux morts de la Première Guerre mondiale                                                    |
| Monument aux morts de la Première Guerre mondiale                                                    | Gironde              | Le Teich                 |                     | 44° 38′ 09″ nord, 1° 01′ 19″ ouest | « PA33000198 » | inscrit    | 2015 | Monument aux morts de la Première Guerre mondiale                                                    |
| Monument aux morts de la Première Guerre mondiale                                                    | Gironde              | Podensac                 |                     | 44° 38′ 51″ nord, 0° 21′ 21″ ouest | « PA33000178 » | inscrit    | 2014 | Monument aux morts de la Première Guerre mondiale                                                    |
| Monument aux morts de la Première Guerre mondiale                                                    | Gironde              | Podensac                 |                     | 44° 39′ 02″ nord, 0° 21′ 20″ ouest | « PA33000179 » | inscrit    | 2014 | Monument aux morts de la Première Guerre mondiale                                                    |
| Monument aux morts de la Première Guerre mondiale                                                    | Gironde              | Pessac                   |                     | 44° 48′ 20″ nord, 0° 37′ 51″ ouest | « PA33000190 » | inscrit    | 2015 | Monument aux morts de la Première Guerre mondiale                                                    |
| Monument aux morts de la Première Guerre mondiale                                                    | Gironde              | Villegouge               |                     | 44° 58′ 03″ nord, 0° 18′ 24″ ouest | « PA33000182 » | inscrit    | 2014 | Image manquante Téléverser                                                                           |
| Monument aux morts de la Première Guerre mondiale                                                    | Gironde              | Samonac                  |                     | 45° 04′ 27″ nord, 0° 34′ 13″ ouest | « PA33000181 » | inscrit    | 2014 | Monument aux morts de la Première Guerre mondiale                                                    |
| Monument aux morts de la Première Guerre mondiale                                                    | Gironde              | Sainte-Foy-la-Grande     |                     | 44° 50′ 22″ nord, 0° 13′ 18″ est   | « PA33000180 » | inscrit    | 2014 | Image manquante Téléverser                                                                           |
| Monument à la mémoire des Enfants de la Haute-Vienne morts pour la défense de la Patrie en 1870-1871 | Haute-Vienne         | Limoges                  |                     | 45° 49′ 58″ nord, 1° 15′ 53″ est   | « PA87000018 » | inscrit    | 2001 | Monument à la mémoire des Enfants de la Haute-Vienne morts pour la défense de la Patrie en 1870-1871 |
| Monument aux morts de la Première Guerre mondiale                                                    | Landes               | Banos                    |                     | 43° 44′ 13″ nord, 0° 37′ 27″ ouest | « PA40000081 » | inscrit    | 2014 | Monument aux morts de la Première Guerre mondiale                                                    |
| Monument aux morts de la Première Guerre mondiale                                                    | Landes               | Bascons                  |                     | 43° 49′ 15″ nord, 0° 25′ 07″ ouest | « PA40000082 » | inscrit    | 2014 | Image manquante Téléverser                                                                           |
| Monument aux morts de la Première Guerre mondiale                                                    | Landes               | Castets                  |                     | 43° 52′ 57″ nord, 1° 08′ 41″ ouest | « PA40000083 » | inscrit    | 2014 | Monument aux morts de la Première Guerre mondiale                                                    |
| Monument aux morts des anciens instituteurs landais                                                  | Landes               | Dax                      | 8 rue Sainte-Ursule | 43° 42′ 41″ nord, 1° 03′ 07″ ouest | « PA40000091 » | inscrit    | 2015 | Monument aux morts des anciens instituteurs landais                                                  |
| Monument aux morts de la Première Guerre mondiale                                                    | Landes               | Labenne                  |                     | 43° 35′ 43″ nord, 1° 25′ 35″ ouest | « PA40000084 » | inscrit    | 2014 | Monument aux morts de la Première Guerre mondiale                                                    |
| Monument aux morts de la Première Guerre mondiale                                                    | Landes               | Labrit                   |                     | 44° 06′ 16″ nord, 0° 32′ 37″ ouest | « PA40000085 » | inscrit    | 2014 | Monument aux morts de la Première Guerre mondiale                                                    |
| Monument aux morts de la Première Guerre mondiale                                                    | Landes               | Misson                   |                     | 43° 35′ 15″ nord, 0° 57′ 42″ ouest | « PA40000086 » | inscrit    | 2014 | Image manquante Téléverser                                                                           |
| Monument aux morts                                                                                   | Landes               | Onesse-Laharie           |                     | 44° 03′ 57″ nord, 1° 04′ 13″ ouest | « PA40000059 » | inscrit    | 2005 | Monument aux morts                                                                                   |
| Monument aux morts de la Première Guerre mondiale                                                    | Landes               | Perquie                  |                     | 43° 52′ 37″ nord, 0° 17′ 02″ ouest | « PA40000087 » | inscrit    | 2014 | Image manquante Téléverser                                                                           |
| Monument aux morts de la Première Guerre mondiale                                                    | Landes               | Peyrehorade              |                     | 43° 32′ 43″ nord, 1° 06′ 14″ ouest | « PA40000088 » | inscrit    | 2014 | Monument aux morts de la Première Guerre mondiale                                                    |
| Monument aux morts de la Première Guerre mondiale                                                    | Landes               | Uza                      |                     | 44° 02′ 02″ nord, 1° 11′ 52″ ouest | « PA40000089 » | inscrit    | 2014 | Image manquante Téléverser                                                                           |
| Monument aux morts                                                                                   | Lot-et-Garonne       | Agen                     |                     | 44° 12′ 00″ nord, 0° 36′ 58″ est   | « PA47000088 » | inscrit    | 2014 | Monument aux morts                                                                                   |
| Monument aux morts                                                                                   | Lot-et-Garonne       | Casteljaloux             |                     | 44° 18′ 50″ nord, 0° 05′ 03″ est   | « PA47000089 » | inscrit    | 2014 | Monument aux morts                                                                                   |
| Monument aux morts de la Première Guerre mondiale                                                    | Lot-et-Garonne       | Clairac                  |                     | 44° 21′ 23″ nord, 0° 24′ 13″ est   | « PA47000090 » | inscrit    | 2014 | Image manquante Téléverser                                                                           |
| Monument aux morts                                                                                   | Lot-et-Garonne       | Couthures-sur-Garonne    |                     | 44° 30′ 49″ nord, 0° 04′ 41″ est   | « PA47000091 » | inscrit    | 2014 | Monument aux morts                                                                                   |
| Monument aux morts                                                                                   | Lot-et-Garonne       | Marmande                 |                     | 44° 30′ 10″ nord, 0° 10′ 03″ est   | « PA47000092 » | inscrit    | 2014 | Monument aux morts                                                                                   |
| Monument aux morts                                                                                   | Lot-et-Garonne       | Mézin                    |                     | 44° 03′ 21″ nord, 0° 15′ 25″ est   | « PA47000093 » | inscrit    | 2014 | Monument aux morts                                                                                   |
| Monument aux morts                                                                                   | Lot-et-Garonne       | Saint-Maurin             |                     | 44° 12′ 26″ nord, 0° 53′ 31″ est   | « PA47000094 » | inscrit    | 2014 | Monument aux morts                                                                                   |
| Monument aux morts                                                                                   | Lot-et-Garonne       | Sauveterre-la-Lémance    |                     | 44° 35′ 25″ nord, 1° 00′ 47″ est   | « PA47000095 » | inscrit    | 2014 | Monument aux morts                                                                                   |
| Monument aux morts de la Première Guerre mondiale                                                    | Pyrénées-Atlantiques | Bayonne                  |                     | 43° 29′ 21″ nord, 1° 27′ 07″ ouest | « PA64000087 » | inscrit    | 2014 | Monument aux morts de la Première Guerre mondiale                                                    |
| Monument aux morts de la Première Guerre mondiale                                                    | Pyrénées-Atlantiques | Biarritz                 |                     | 43° 28′ 48″ nord, 1° 32′ 28″ ouest | « PA64000088 » | inscrit    | 2014 | Monument aux morts de la Première Guerre mondiale                                                    |
| Monument aux morts de la Première Guerre mondiale                                                    | Pyrénées-Atlantiques | Bielle                   |                     | 43° 03′ 19″ nord, 0° 25′ 52″ ouest | « PA64000089 » | inscrit    | 2014 | Monument aux morts de la Première Guerre mondiale                                                    |
| Monument aux morts de la Première Guerre mondiale                                                    | Pyrénées-Atlantiques | Hendaye                  |                     | 43° 21′ 38″ nord, 1° 46′ 33″ ouest | « PA64000093 » | inscrit    | 2014 | Monument aux morts de la Première Guerre mondiale                                                    |
| Monument aux morts de la Première Guerre mondiale                                                    | Pyrénées-Atlantiques | Pau                      |                     | 43° 17′ 24″ nord, 0° 20′ 43″ ouest | « PA64000098 » | inscrit    | 2014 | Monument aux morts de la Première Guerre mondiale                                                    |
| Monument aux morts de la Première Guerre mondiale                                                    | Pyrénées-Atlantiques | Urrugne                  |                     | 43° 21′ 32″ nord, 1° 40′ 19″ ouest | « PA64000103 » | inscrit    | 2014 | Monument aux morts de la Première Guerre mondiale                                                    |
| Monument aux morts de la Première Guerre mondiale                                                    | Pyrénées-Atlantiques | Tardets-Sorholus         |                     | 43° 07′ 04″ nord, 0° 51′ 51″ ouest | « PA64000109 » | inscrit    | 2015 | Monument aux morts de la Première Guerre mondiale                                                    |

### Occitanie
| Monument                                                                                         | Département         | Commune                 | Adresse            | Coordonnées                      | Notice         | Protection | Date | Illustration                                                                                     |
| ------------------------------------------------------------------------------------------------ | ------------------- | ----------------------- | ------------------ | -------------------------------- | -------------- | ---------- | ---- | ------------------------------------------------------------------------------------------------ |
| Monument aux morts                                                                               | Ariège              | Mazères                 |                    | 43° 15′ 01″ nord, 1° 40′ 36″ est | « PA09000032 » | inscrit    | 2018 | Monument aux morts                                                                               |
| Monument aux morts                                                                               | Ariège              | Montferrier             |                    | à géolocaliser                   | « IM09002401 » | inscrit    | 2007 | Monument aux morts                                                                               |
| Monument aux morts                                                                               | Ariège              | Pamiers                 |                    | 43° 06′ 53″ nord, 1° 37′ 05″ est | « PA09000034 » | inscrit    | 2018 | Monument aux morts                                                                               |
| Monument aux morts                                                                               | Ariège              | Saint-Girons            |                    | 42° 59′ 07″ nord, 1° 08′ 30″ est | « PA09000035 » | inscrit    | 2018 | Monument aux morts                                                                               |
| Monument aux morts                                                                               | Ariège              | Saurat                  |                    | 42° 52′ 38″ nord, 1° 32′ 05″ est | « PM09004431 » | inscrit    | 2007 | Image manquante Téléverser                                                                       |
| Monument aux morts                                                                               | Aude                | Coursan                 |                    | 43° 13′ 58″ nord, 3° 03′ 21″ est | « PA11000054 » | inscrit    | 2018 | Image manquante Téléverser                                                                       |
| Monument aux morts                                                                               | Aude                | Fabrezan                |                    | 43° 08′ 12″ nord, 2° 42′ 00″ est | « PA11000055 » | inscrit    | 2018 | Monument aux morts                                                                               |
| Monument aux morts                                                                               | Aude                | Limoux                  |                    | 43° 03′ 03″ nord, 2° 13′ 03″ est | « PA11000056 » | inscrit    | 2018 | Monument aux morts                                                                               |
| Monument aux morts                                                                               | Aude                | Ouveillan               |                    | 43° 17′ 19″ nord, 2° 58′ 20″ est | « PA11000057 » | inscrit    | 2018 | Monument aux morts                                                                               |
| Monument aux morts                                                                               | Aveyron             | Boisse-Penchot          |                    | 44° 35′ 08″ nord, 2° 12′ 13″ est | « PA12000065 » | inscrit    | 2018 | Monument aux morts                                                                               |
| Monument aux morts                                                                               | Aveyron             | Decazeville             |                    | 44° 33′ 36″ nord, 2° 15′ 04″ est | « PA12000066 » | inscrit    | 2018 | Monument aux morts                                                                               |
| Monument aux morts                                                                               | Aveyron             | Mur-de-Barrez           |                    | 44° 50′ 38″ nord, 2° 39′ 37″ est | « PA12000067 » | inscrit    | 2018 | Monument aux morts                                                                               |
| Monument aux morts                                                                               | Gard                | Alès                    |                    | 44° 07′ 32″ nord, 4° 04′ 34″ est | « PA30000128 » | inscrit    | 2018 | Monument aux morts                                                                               |
| Monument aux morts                                                                               | Gard                | Beaucaire               |                    | 43° 48′ 30″ nord, 4° 37′ 55″ est | « PA30000129 » | inscrit    | 2018 | Monument aux morts                                                                               |
| Monument aux morts                                                                               | Gard                | Gallargues-le-Montueux  |                    | 43° 43′ 21″ nord, 4° 10′ 24″ est | « PA30000130 » | inscrit    | 2018 | Monument aux morts                                                                               |
| Monument aux morts                                                                               | Gard                | La Grand-Combe          |                    | 44° 12′ 37″ nord, 4° 01′ 45″ est | « PA30000131 » | inscrit    | 2018 | Monument aux morts                                                                               |
| Monument aux morts                                                                               | Gard                | Nîmes                   | Onze-Novembre-1918 | 43° 50′ 03″ nord, 4° 21′ 41″ est | « PA30000132 » | inscrit    | 2018 | Monument aux morts                                                                               |
| Monument aux morts                                                                               | Gard                | Saint-Hippolyte-du-Fort |                    | 43° 57′ 54″ nord, 3° 51′ 13″ est | « PA30000133 » | inscrit    | 2018 | Monument aux morts                                                                               |
| Monument aux morts                                                                               | Gard                | Saint-Jean-du-Gard      |                    | 44° 06′ 18″ nord, 3° 52′ 53″ est | « PA30000134 » | inscrit    | 2018 | Image manquante Téléverser                                                                       |
| Monument aux morts                                                                               | Gers                | Condom                  |                    | 43° 57′ 24″ nord, 0° 22′ 32″ est | « PA32000048 » | inscrit    | 2018 | Monument aux morts                                                                               |
| Monument aux morts                                                                               | Gers                | Lectoure                | Cours Gambetta     | 43° 56′ 01″ nord, 0° 37′ 37″ est | « PA32000049 » | inscrit    | 2018 | Image manquante Téléverser                                                                       |
| Monument aux maréchaux Foch, Joffre et Gallieni                                                  | Haute-Garonne       | Saint-Gaudens           |                    | 43° 06′ 25″ nord, 0° 43′ 31″ est | « PA31000098 » | inscrit    | 2018 | Monument aux maréchaux Foch, Joffre et Gallieni                                                  |
| Monument aux morts                                                                               | Haute-Garonne       | Saint-Gaudens           |                    | 43° 06′ 26″ nord, 0° 43′ 30″ est | « PA31000099 » | inscrit    | 2018 | Monument aux morts                                                                               |
| Monument aux morts de Bayard, Matabiau, Concorde et Chalets                                      | Haute-Garonne       | Toulouse                |                    | 43° 36′ 45″ nord, 1° 26′ 54″ est | « PA31000101 » | inscrit    | 2018 | Monument aux morts de Bayard, Matabiau, Concorde et Chalets                                      |
| Monument aux morts de la guerre 1914-1918 et de la guerre 1939-1945 de la basilique Saint-Sernin | Haute-Garonne       | Toulouse                |                    | 43° 36′ 31″ nord, 1° 26′ 33″ est | « IM31100052 » | inscrit    |      | Monument aux morts de la guerre 1914-1918 et de la guerre 1939-1945 de la basilique Saint-Sernin |
| Monument aux combattants de la Haute-Garonne                                                     | Haute-Garonne       | Toulouse                |                    | 43° 36′ 00″ nord, 1° 27′ 07″ est | « PA31000102 » | inscrit    | 2018 | Monument aux combattants de la Haute-Garonne                                                     |
| Monument au sport et à Alfred Maysonnié                                                          | Haute-Garonne       | Toulouse                |                    | 43° 36′ 28″ nord, 1° 25′ 40″ est | « PA31000100 » | inscrit    | 2018 | Monument au sport et à Alfred Maysonnié                                                          |
| Monument aux morts                                                                               | Hautes-Pyrénées     | Bagnères-de-Bigorre     |                    | 43° 04′ 01″ nord, 0° 08′ 55″ est | « PA65000023 » | inscrit    | 2018 | Image manquante Téléverser                                                                       |
| Monument aux morts                                                                               | Hautes-Pyrénées     | Campan                  |                    | 43° 01′ 00″ nord, 0° 10′ 38″ est | « PA65000024 » | inscrit    | 2018 | Monument aux morts                                                                               |
| Monument aux morts et à la victoire du Plateau des poètes                                        | Hérault             | Béziers                 |                    | 43° 20′ 13″ nord, 3° 13′ 09″ est | « PA00103777 » | classé     | 1995 | Monument aux morts et à la victoire du Plateau des poètes                                        |
| Monument aux morts                                                                               | Hérault             | Camplong                |                    | 43° 40′ 31″ nord, 3° 07′ 07″ est | « PA34000121 » | inscrit    | 2018 | Monument aux morts                                                                               |
| Monument aux morts                                                                               | Hérault             | Clermont-l'Hérault      |                    | 43° 37′ 35″ nord, 3° 26′ 09″ est | « PA34000032 » | classé     | 2005 | Image manquante Téléverser                                                                       |
| Monument aux morts                                                                               | Hérault             | Lodève                  |                    | 43° 43′ 58″ nord, 3° 19′ 02″ est | « PA34000033 » | classé     | 2005 | Image manquante Téléverser                                                                       |
| Monument aux morts                                                                               | Hérault             | Montpellier             |                    | 43° 36′ 38″ nord, 3° 52′ 58″ est | « PA34000123 » | inscrit    | 2018 | Monument aux morts                                                                               |
| Monument aux morts                                                                               | Hérault             | Pézenas                 |                    | 43° 27′ 42″ nord, 3° 25′ 12″ est | « PA34000124 » | inscrit    | 2018 | Image manquante Téléverser                                                                       |
| Monument aux morts                                                                               | Hérault             | Sète                    |                    | 43° 24′ 14″ nord, 3° 41′ 34″ est | « PA34000125 » | inscrit    | 2018 | Monument aux morts                                                                               |
| Monument aux morts                                                                               | Lot                 | Figeac                  |                    | 44° 36′ 48″ nord, 2° 01′ 59″ est | « PA46000070 » | inscrit    | 2018 | Image manquante Téléverser                                                                       |
| Monument aux morts                                                                               | Lot                 | Gramat                  |                    | 44° 46′ 47″ nord, 1° 43′ 37″ est | « PA46000071 » | inscrit    | 2018 | Image manquante Téléverser                                                                       |
| Monument aux morts                                                                               | Lozère              | Langogne                |                    | 44° 43′ 34″ nord, 3° 51′ 18″ est | « PA48000023 » | inscrit    | 2018 | Image manquante Téléverser                                                                       |
| Monument aux morts                                                                               | Lozère              | Saint-Chély-d'Apcher    |                    | 44° 48′ 08″ nord, 3° 16′ 38″ est | « PA48000024 » | inscrit    | 2018 | Monument aux morts                                                                               |
| Monument aux morts                                                                               | Pyrénées-Orientales | Banyuls-sur-Mer         |                    | 42° 28′ 51″ nord, 3° 07′ 46″ est | « PA66000053 » | inscrit    | 2018 | Monument aux morts                                                                               |
| Monument aux morts                                                                               | Pyrénées-Orientales | Céret                   |                    | 42° 29′ 00″ nord, 2° 44′ 52″ est | « PA00104185 » | classé     | 1994 | Monument aux morts                                                                               |
| Monument aux morts                                                                               | Pyrénées-Orientales | Estagel                 |                    | 42° 46′ 12″ nord, 2° 41′ 53″ est | « PA66000054 » | inscrit    | 2018 | Image manquante Téléverser                                                                       |
| Monument aux morts                                                                               | Pyrénées-Orientales | Perpignan               |                    | 42° 42′ 09″ nord, 2° 53′ 55″ est | « PA66000055 » | inscrit    | 2018 | Image manquante Téléverser                                                                       |
| Monument aux morts                                                                               | Pyrénées-Orientales | Port-Vendres            |                    | 42° 31′ 13″ nord, 3° 06′ 26″ est | « PA00104186 » | classé     | 1994 | Monument aux morts                                                                               |
| Monument aux morts                                                                               | Pyrénées-Orientales | Prades                  |                    | 42° 36′ 49″ nord, 2° 25′ 38″ est | « PA66000056 » | inscrit    | 2018 | Image manquante Téléverser                                                                       |
| Monument aux morts                                                                               | Pyrénées-Orientales | Thuir                   |                    | 42° 38′ 08″ nord, 2° 45′ 08″ est | « PA66000057 » | inscrit    | 2018 | Image manquante Téléverser                                                                       |
| Monument aux morts                                                                               | Tarn                | Albi                    |                    | 43° 55′ 34″ nord, 2° 08′ 36″ est | « PA81000057 » | inscrit    | 2018 | Image manquante Téléverser                                                                       |
| Monument aux morts                                                                               | Tarn                | Carmaux                 |                    | 44° 02′ 53″ nord, 2° 09′ 48″ est | « PA81000058 » | inscrit    | 2018 | Image manquante Téléverser                                                                       |
| Monument aux morts de la Première Guerre mondiale                                                | Tarn-et-Garonne     | Montauban               |                    | 44° 01′ 22″ nord, 1° 20′ 36″ est | « PA82000011 » | inscrit    | 2005 | Monument aux morts de la Première Guerre mondiale                                                |
| Monument aux morts                                                                               | Tarn-et-Garonne     | Valence                 |                    | 44° 06′ 33″ nord, 0° 53′ 29″ est | « PA82000039 » | inscrit    | 2018 | Image manquante Téléverser                                                                       |

### Provence-Alpes-Côte d'Azur
| Monument                                                        | Département             | Commune                    | Adresse | Coordonnées                      | Notice         | Protection | Date | Illustration                                      |
| --------------------------------------------------------------- | ----------------------- | -------------------------- | ------- | -------------------------------- | -------------- | ---------- | ---- | ------------------------------------------------- |
| Monument aux morts de la Vallée                                 | Alpes-de-Haute-Provence | Barcelonnette              |         | 44° 23′ 11″ nord, 6° 38′ 34″ est | « PA04000029 » | inscrit    | 2010 | Image manquante Téléverser                        |
| Monument aux morts                                              | Alpes-de-Haute-Provence | Château-Arnoux-Saint-Auban |         | 44° 05′ 41″ nord, 6° 00′ 34″ est | « PA04000030 » | inscrit    | 2010 | Monument aux morts                                |
| Monument aux morts                                              | Alpes-Maritimes         | Cannes                     |         | 43° 33′ 04″ nord, 7° 00′ 46″ est | « PA06000036 » | inscrit    | 2010 | Monument aux morts                                |
| Monument aux morts de la Première Guerre mondiale               | Alpes-Maritimes         | Grasse                     |         | 43° 39′ 29″ nord, 6° 55′ 26″ est | « PA06000037 » | inscrit    | 2010 | Monument aux morts de la Première Guerre mondiale |
| Monument aux morts                                              | Alpes-Maritimes         | Nice                       |         | 43° 41′ 37″ nord, 7° 16′ 52″ est | « PA06000040 » | classé     | 2011 | Image manquante Téléverser                        |
| Monument de la Victoire                                         | Bouches-du-Rhône        | Aubagne                    |         | 43° 17′ 38″ nord, 5° 34′ 03″ est | « PA13000059 » | inscrit    | 2010 | Monument de la Victoire                           |
| Monument aux morts de la Première Guerre mondiale               | Bouches-du-Rhône        | Cabannes                   |         | 43° 51′ 39″ nord, 4° 56′ 59″ est | « PA13000060 » | inscrit    | 2010 | Monument aux morts de la Première Guerre mondiale |
| Monument aux morts de l'Armée d'Orient et des terres lointaines | Bouches-du-Rhône        | Marseille                  |         | 43° 17′ 09″ nord, 5° 21′ 01″ est | « PA13000057 » | classé     | 2011 | Image manquante Téléverser                        |
| Monument aux morts de la Première Guerre mondiale               | Bouches-du-Rhône        | Saint-Rémy-de-Provence     |         | 43° 47′ 03″ nord, 4° 51′ 27″ est | « PA13000061 » | inscrit    | 2010 | Monument aux morts de la Première Guerre mondiale |
| Monument du Sublime Réveil                                      | Bouches-du-Rhône        | Salon-de-Provence          |         | 43° 38′ 15″ nord, 5° 05′ 38″ est | « PA13000062 » | classé     | 2011 | Monument du Sublime Réveil                        |
| Monument de l'Ange gardien                                      | Hautes-Alpes            | Château-Ville-Vieille      |         | 44° 44′ 39″ nord, 6° 46′ 03″ est | « PA05000017 » | inscrit    | 2010 | Image manquante Téléverser                        |
| Monument aux morts de la Première Guerre mondiale               | Var                     | Toulon                     |         | 43° 07′ 34″ nord, 5° 55′ 32″ est | « PA83000023 » | inscrit    | 2010 | Monument aux morts de la Première Guerre mondiale |
| Monument aux morts du jardin des Doms                           | Vaucluse                | Avignon                    |         | 43° 57′ 07″ nord, 4° 48′ 27″ est | « PA84000055 » | inscrit    | 2010 | Monument aux morts du jardin des Doms             |

### Réunion
| Monument                                             | Département | Commune     | Adresse | Coordonnées                      | Notice         | Protection | Date | Illustration               |
| ---------------------------------------------------- | ----------- | ----------- | ------- | -------------------------------- | -------------- | ---------- | ---- | -------------------------- |
| Monument aux morts de Saint-André                    | La Réunion  | Saint-André |         | 20° 57′ 37″ sud, 55° 39′ 00″ est | « PA97400154 » | inscrit    | 2021 | Image manquante Téléverser |
| Mausolées de La Redoute                              | La Réunion  | Saint-Denis |         | 20° 53′ 09″ sud, 55° 28′ 18″ est | « PA97400093 » | inscrit    | 2007 | Mausolées de La Redoute    |
| Colonne de la Victoire                               | La Réunion  | Saint-Denis |         | 20° 52′ 42″ sud, 55° 26′ 54″ est | « PA97400096 » | inscrit    | 2007 | Colonne de la Victoire     |
| Monument aux morts de l'église Notre-Dame-du-Rosaire | La Réunion  | Saint-Louis |         | 21° 15′ 46″ sud, 55° 26′ 16″ est | « PA97400043 » | inscrit    | 2000 | Image manquante Téléverser |
| L'Âme de la France                                   | La Réunion  | Salazie     |         | 21° 03′ 53″ sud, 55° 31′ 16″ est | « PA97400037 » | classé     | 2004 | Image manquante Téléverser |